# Свердловский округ (Иркутск)
Свердло́вский администрати́вный о́круг — территориальная единица города Иркутска.
Является самым большим округом Иркутска по численности населения.
Глава округа: заместитель мэра - председатель комитета по управлению Свердловским округом администрации города Иркутска — Антон Алексеевич Медко.

## История
Образован 21 ноября 1944 года. Создан на основании Указа Президиума Верховного Совета РСФСР. 15 июля 1953 года район был упразднен, его территория была передана в состав Кировского и Ленинского районов. 23 июня 1954 года район был воссоздан.
На территории Свердловского округа находится Иркутская ГЭС, Академгородок, Иркутский государственный технический университет, Ново-Иркутская ТЭЦ, Иркутский хладокомбинат, Иркутский масложиркомбинат и ряд других объектов.

## Население
| 1995     | 1996     | 1997     | 1998     | 1999     | 2000     | 2001     |
| -------- | -------- | -------- | -------- | -------- | -------- | -------- |
| 192 800  | ↗194 800 | ↗197 500 | ↗199 500 | ↗200 400 | ↘200 100 | ↘199 400 |
| 2002     | 2003     | 2004     | 2005     | 2006     | 2007     | 2008     |
| ↘197 686 | ↘196 900 | ↘196 000 | ↘194 800 | ↘193 800 | →193 800 | ↗194 500 |
| 2009     | 2010     | 2011     | 2012     | 2013     | 2014     | 2015     |
| ↘194 492 | ↘194 323 | ↗195 803 | ↗198 513 | ↗200 124 | ↗201 736 | ↗204 136 |
| 2016     | 2017     | 2018     | 2019     | 2020     | 2021     |          |
| ↗204 907 | ↗205 003 | ↗205 295 | ↗207 155 | ↘205 775 | ↘202 231 |          |

## Районы

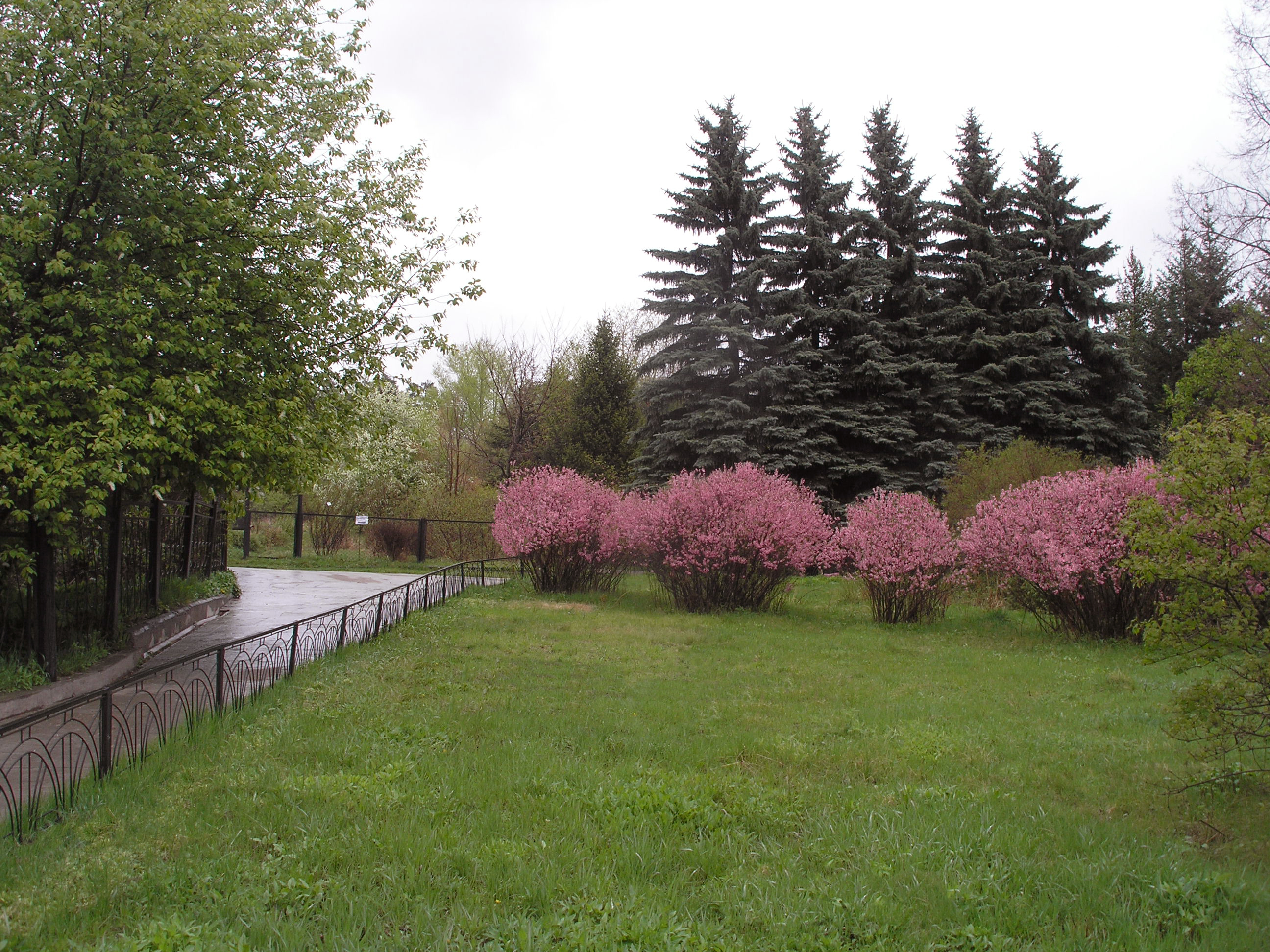
Ботанический сад Иркутского государственного университета

- Академгородок
- Студгородок
- Второй посёлок
- Глазково
- Ершовский
- Кузьмиха
- Мельниково
- Первомайский
- Радужный
- Синюшина гора
- Третий посёлок
- Университетский
- Энергетиков
- Юбилейный
- Южный